# Bauhinia malabarica
Bauhinia malabarica är en ärtväxtart som beskrevs av William Roxburgh. Bauhinia malabarica ingår i släktet Bauhinia och familjen ärtväxter. Inga underarter finns listade i Catalogue of Life.

## Bildgalleri

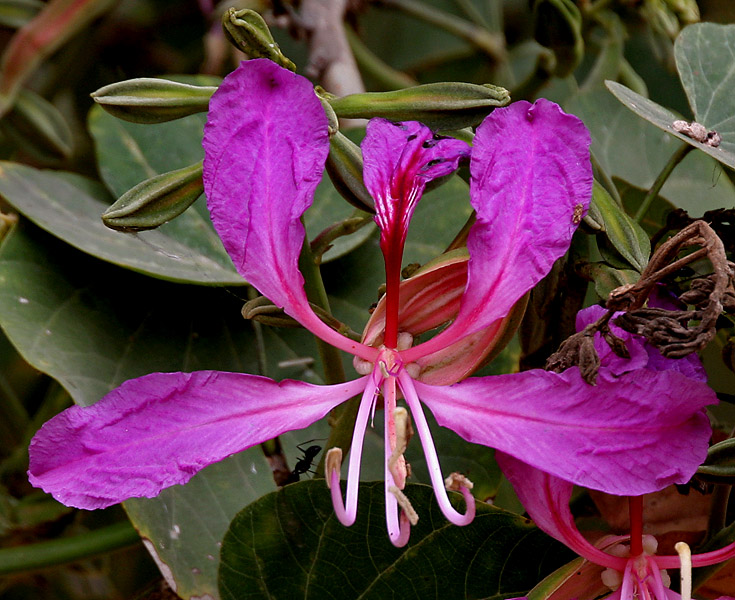
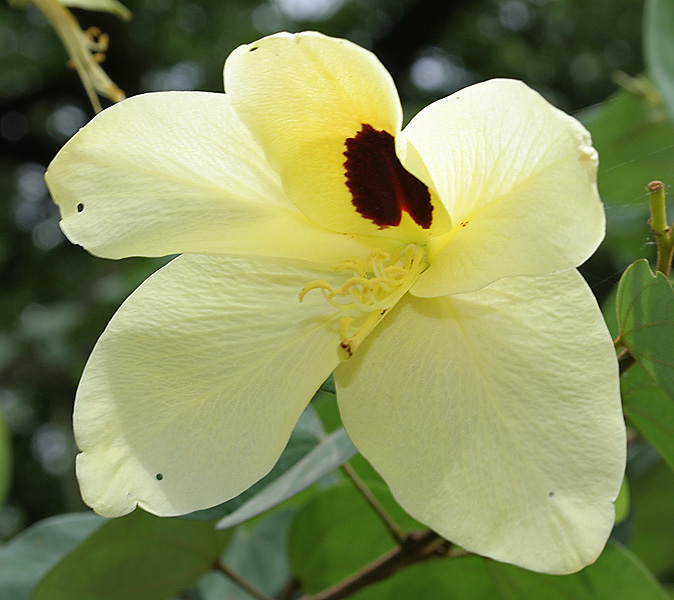
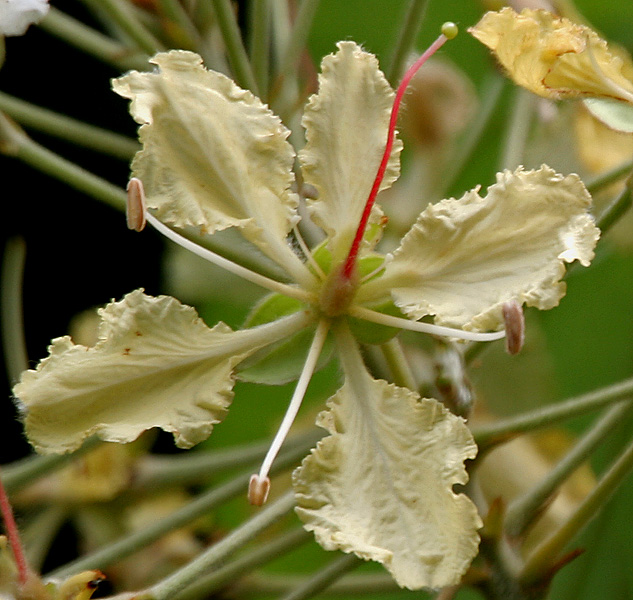
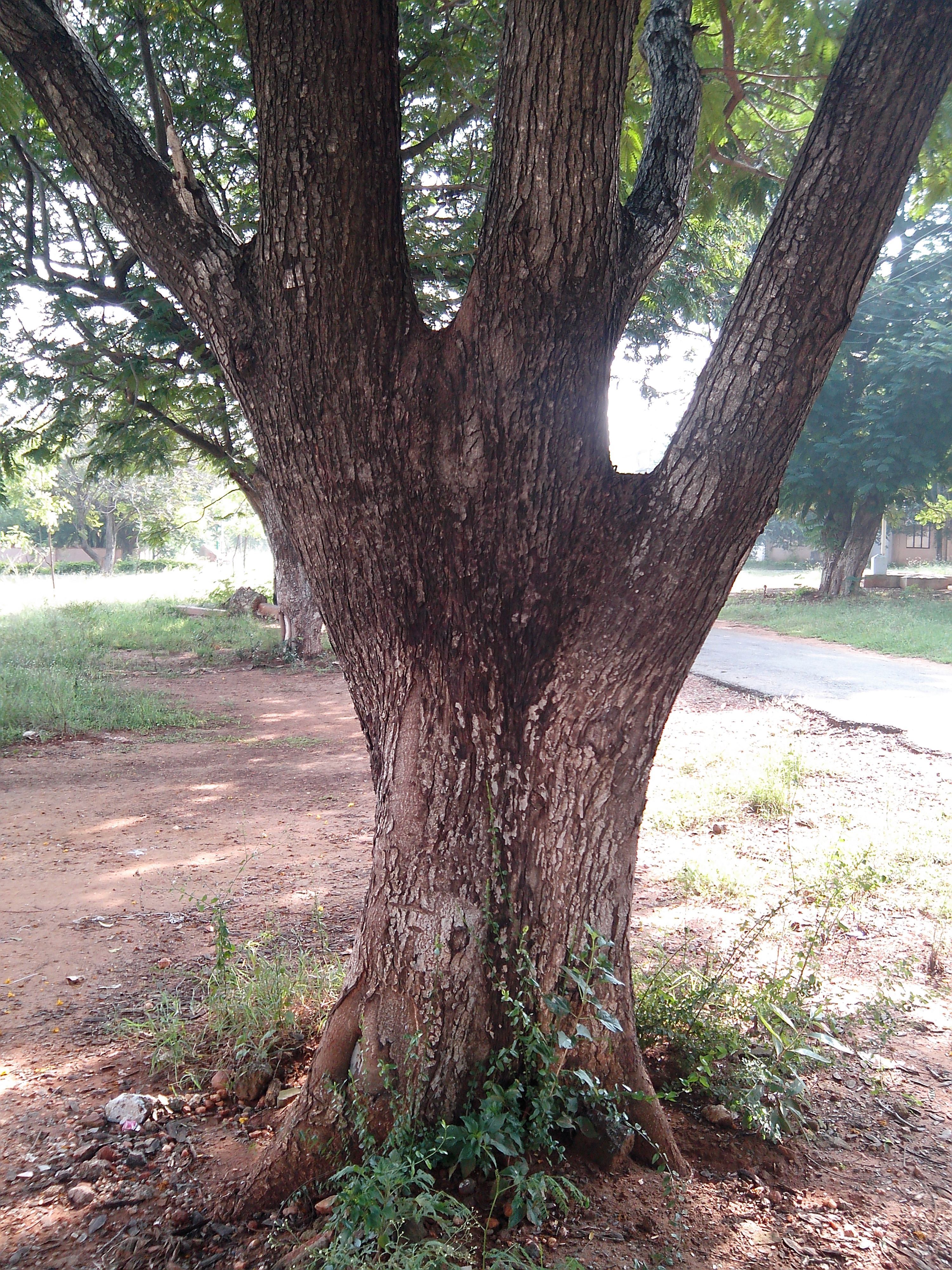